# ロジェ・ミラ
ロジェ・ミラことアルベール・ロジェ・ムー・ミラー（Roger Milla, 本名Albert Roger Mooh Miller, 1952年5月20日 - ）は、カメルーン・ヤウンデ出身の元同国代表サッカー選手。ポジションはフォワード。

## 経歴
幼少時は鉄道員である父に連れられ、頻繁に転居。13歳の時、カメルーンのドゥアラにあるクラブと契約し、プロサッカー選手としてスタートを踏んだ。18歳の時、別のドゥアラのクラブで初めてのリーグ制覇を達成した。1976年、トネール・ヤウンデ(en:Tonnerre Yaoundé)に移籍し、そこでアフリカゴールデンボール賞を受賞した。
1977年、フランスのヴァランシエンヌFCに移籍したが、控え選手のまま2年間を過ごした。1979年にはモナコに移籍したが、故障を繰り返した。翌年はSCバスティアへ移籍するも、目立った活躍を見られなかった。
1984年にASサンテティエンヌへ移籍し、レギュラーの地位を獲得。その後、1986年から1989年までモンペリエHSCで活躍した後に引退し、コーチとしてクラブに残った。
フランスでプレーしている間、1978年にはカメルーン代表に初めて選出され、1982年のスペインW杯に出場したが、初戦のペルー戦でゴールを決めたものの反則により取り消され無得点の引分けに終わった。この時のカメルーンは3引分けの3位と1次リーグで敗退したものの健闘した。2年後の1984年にはロサンゼルスオリンピックに出場した（1勝2敗の3位で一次リーグ敗退）。1987年に代表チームから退き、その後インド洋のレユニオンに居を構え、プロとしては引退して、アマチュアクラブのサン・ピエロワーズでプレーしていた。
しかし1990年、カメルーン大統領ポール・ビヤの電話での代表復帰の要請を受け、現役復帰を決断。「不屈のライオン」（カメルーン代表の愛称）の一員としてイタリアで行われる、1990 FIFAワールドカップに出場した。
開幕戦である前回王者のアルゼンチン戦では2人の退場者を出しながらも1-0で勝利すると、2戦目のルーマニア戦では2得点を挙げて勝利(2-1)に貢献した。決勝ラウンド1回戦でもコロンビアから延長後半で2得点を挙げ、準々決勝進出を果たした。準々決勝ではイングランドに途中までリードしながら延長戦の末に敗れ、ミラも得点できなかったが、一度は逆転となったエジェール・エケケのゴールをアシストする活躍を見せ、「不屈のライオン」の躍進は世界に衝撃を与えた。MVP投票では4位に入った。
ミラはこの大会中4ゴールを挙げ、コーナーポストを囲んでの歓喜の踊りと共に、世界中のサッカーファンに鮮烈な印象を残した。
ミラは4年後の1994年、既にプロリーグレベルの選手としては引退していたが、再びカメルーン大統領ポール・ビヤから代表復帰の要請を受け、アメリカW杯のピッチに立った。この時、ミラは既に42歳になっていた。ミラは高齢の為に前回大会に比べ出場時間が極端に減った。
この大会では、カメルーン代表は前回から一転して1分け2敗の成績に終わりグループリーグで姿を消した。最終戦となったロシア戦ではオレグ・サレンコのワールドカップ記録となった1試合5得点を含む1-6で惨敗。しかしこの試合で、後半から投入された直後のミラがカメルーン唯一のゴールを決めた。この時のミラは42歳1か月8日であり、ワールドカップにおける最年長ゴールとして名を刻んでいる。40歳代選手によるゴールも、2018年大会終了時点でミラだけが達成。「W杯通算5得点」はカメルーンはもとより、2014年大会でガーナのアサモア・ギャンが通算6ゴールを達成するまで全てのアフリカ国籍選手の最多記録だった。
現在は、カメルーンの特別親善大使を務めている。1999年、ワールドサッカー誌の20世紀の偉大なサッカー選手100人で58位に選出された。2004年には、FIFA 100（国際サッカー連盟の100周年記念として、ペレによって選ばれた125人の「最も偉大なサッカー選手」）の一人として選ばれた。
2010 FIFAワールドカップの期間にはオフィシャルスポンサーのコカ・コーラのCMに出演した。

## 代表歴

### 出場大会
- カメルーン代表
  - 1982 FIFAワールドカップ
  - 1990 FIFAワールドカップ
  - 1994 FIFAワールドカップ

### 試合数
- 国際Aマッチ（1973年-1994年）[1]

| カメルーン代表 | 国際Aマッチ | 国際Aマッチ |
| 年             | 出場        | 得点        |
| -------------- | ----------- | ----------- |
| 1973           |             |             |
| 1974           |             |             |
| 1975           |             |             |
| 1976           |             |             |
| 1977           |             |             |
| 1978           |             |             |
| 1979           |             |             |
| 1980           |             |             |
| 1981           |             |             |
| 1982           | 6           | 0           |
| 1983           | 0           | 0           |
| 1984           | 8           | 2           |
| 1985           | 5           | 2           |
| 1986           | 5           | 4           |
| 1987           | 3           | 3           |
| 1988           | 5           | 2           |
| 1989           | 0           | 0           |
| 1990           | 4           | 4           |
| 1991           | 0           | 0           |
| 1992           | 3           | 0           |
| 1993           | 0           | 0           |
| 1994           | 5           | 1           |
| 通算           | 44+         | 18+         |